# ثورفالد ماير
ثورفالد ماير (بالنرويجية البوكمول: Thorvald Meyer)‏ هو شخصية أعمال نرويجي، ولد في 23 سبتمبر 1818 في كريستيانية ‏ في النرويج، وتوفي بنفس المكان في 1909.